# Dolichestola
Dolichestola is een kevergeslacht uit de familie van de boktorren (Cerambycidae). De wetenschappelijke naam van het geslacht werd voor het eerst geldig gepubliceerd in 1942 door Breuning.

## Soorten
Dolichestola omvat de volgende soorten:
- Dolichestola annulicornis Breuning, 1942
- Dolichestola densepunctata Breuning, 1942
- Dolichestola nigricornis Breuning, 1942
- Dolichestola vittipennis Breuning, 1948